# Meertakkig bijscherm

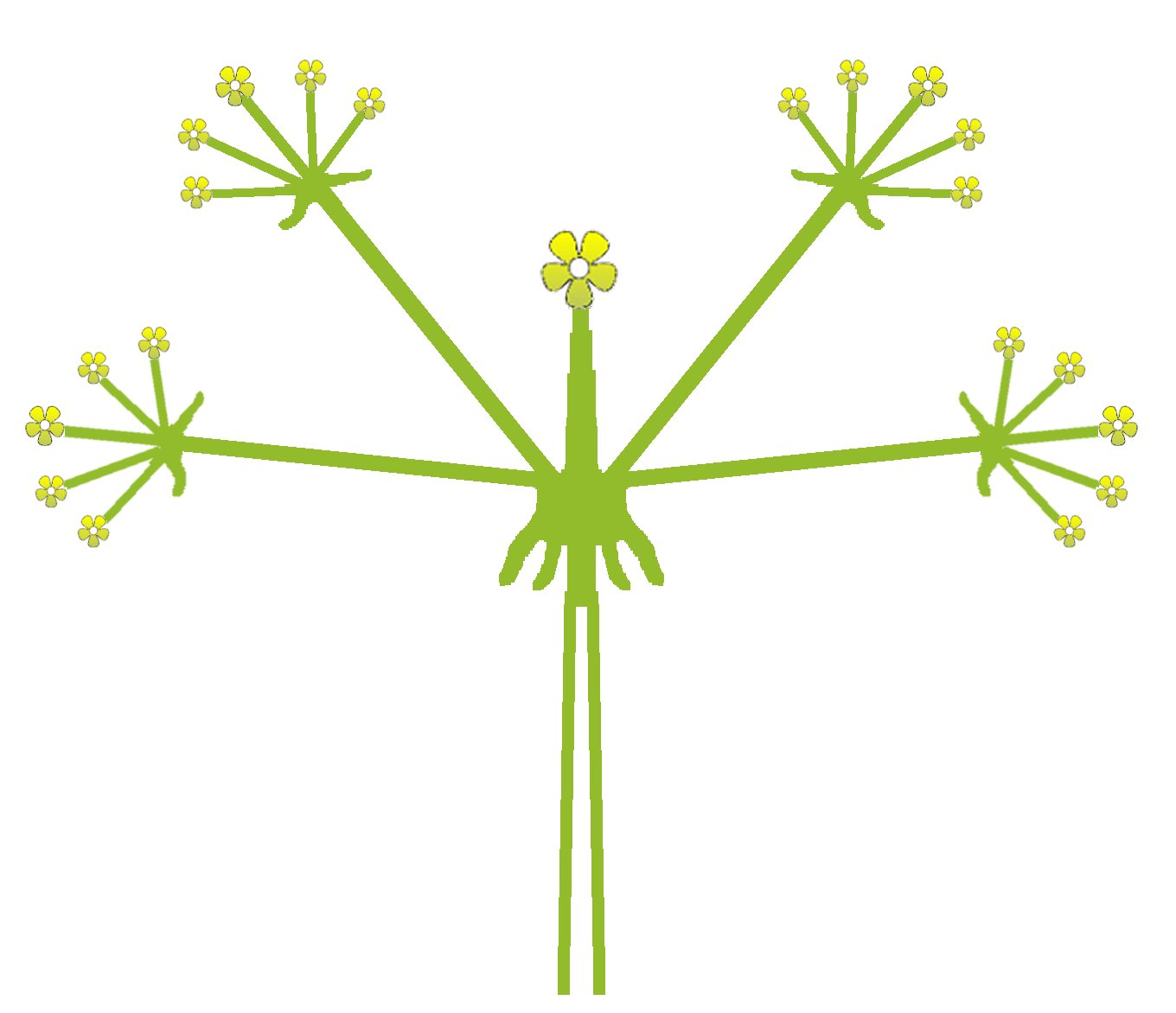
meertakkig bijscherm

Een meertakkig bijscherm is een bloeiwijze, waarbij de hoofdas is afgesloten door een bloem. Hieronder staan meer dan twee zijtakken onder een rechte hoek op dezelfde hoogte ingeplant. De verdere zijassen zijn op dezelfde wijze vertakt. Een meertakkig bijscherm komt voor bij wolfsmelk. Bij twee zijtakken is het een gevorkt bijscherm.

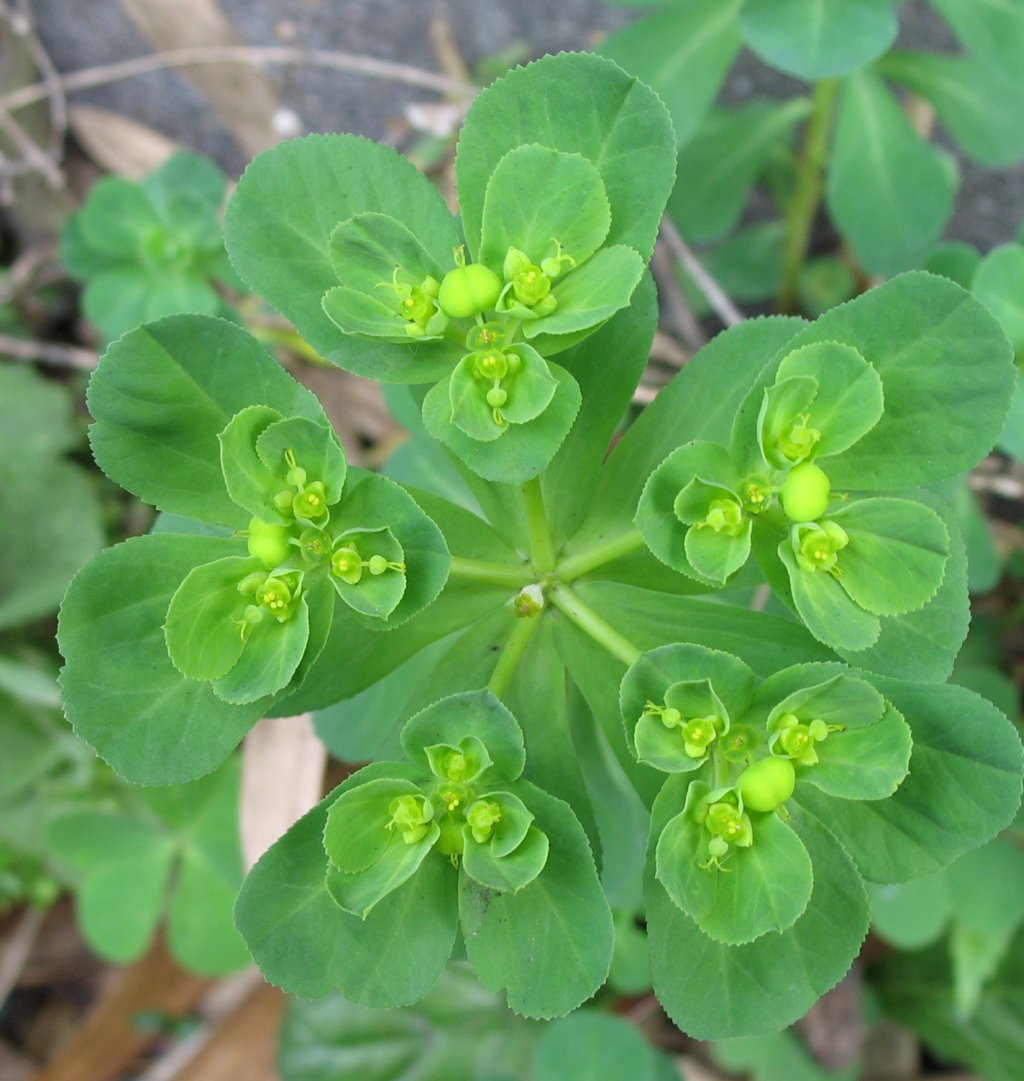
meertakkig bijscherm van kroontjeskruid